# いしいめぐみ (タレント)
いしい めぐみ（いしい めぐみ、1991年9月4日 - ）は、日本のグラビアモデル、タレント、レースクイーンである。

## 来歴・人物
サーフィン、サンバが得意。

## 活動

### レースクイーン
| 年度   | カテゴリー                | チーム名                                 | 2008年                                                                                  | スーパー耐久シーズン | GET WIN | 日吉舞、小沼利依、正木千登世、夕城舞 |
| 2009年 | スーパー耐久シリーズ      | asset.テクノファーストZ                  |                                                                                         |                      |         |                                      |
| 2014年 | スーパー耐久シリーズ      | TRACY SPORTS                             | 愛美、いなり、神崎羽凛、くすだま、紗智、佐藤衣里子、MAAMI、水崎まり、峰さやか、ユキティ |                      |         |                                      |
| 2015年 | 鈴鹿8時間耐久ロードレース | AKENO SPEED GAL                          | 一色亜莉沙、今村ちか、蓮見りお、MOE                                                     |                      |         |                                      |
| 2015年 | 全日本ロードレース選手権  | 伊藤レーシングレースクイーン             | 夕咲さくら、渡部真遊                                                                    |                      |         |                                      |
| 2016年 | 鈴鹿8時間耐久ロードレース | 石垣島マグロレーシングGAL                | 加藤ゆうり                                                                              |                      |         |                                      |
| 2016年 | 全日本ロードレース選手権  | 伊藤レーシング レースクイーン            | 武松亜李                                                                                |                      |         |                                      |
| 2017年 | 全日本ロードレース選手権  | UQ＆テルル KoharaRT レースクイーン       | 武松亜李                                                                                |                      |         |                                      |
| 2018年 | 全日本ロードレース選手権  | JOYNET GBSレーシングYAMAHAレースクイーン |                                                                                         |                      |         |                                      |
| 2018年 | スーパー耐久シリーズ      | ADVICS LADYS                             | 恵麻、小山夏果、白石未生、十文字知花、鈴乃八雲                                          |                      |         |                                      |
| 2019年 | 全日本ロードレース選手権  | Kohara レーシングレディ                  | 鏡美玲、吉兆美侑、西野理沙                                                              |                      |         |                                      |

## 出演

### ドラマ
- ナース物語
- 地獄使者　ダークデイジー

### 映画
- ひきこさん　エクスリベンチャーズ